# Termobarometrie
Termobarometrie je soubor metod, které se používají k hrubému odhadu teplotnětlakých podmínek, za kterých došlo ke vzniku stabilních minerálních asociací hornin. Rozděluje se na tři základní části:
- konvenční termobarometrie
- termobarometrie pomocí termodynamického modelování
- kalibrace konvenčních termometrů a barometrů - experimentální či empirické